# 羅安達鐵路
羅安達鐵路（葡萄牙語：Caminho-de-ferro do Luanda），是安哥拉三條鐵路幹線之一，西始於大西洋北部沿岸的首都羅安達，經恩達拉坦多，東抵馬蘭熱:979。全長424公里，採用1067mm窄軌。
1909年啟用。安哥拉內戰時期受破壞，至1992年停運。
內戰結束後花費40億美元並得到中國協助，中铁建五院勘察设计，中铁建二十局承建。在2011年1月13日重建完成通車。牵引定数700吨。 另罗安达邦戈至巴亚的36km按照城际铁路标准修建，双线路基，单线铺轨，设车站12个，四川国际经济技术合作有限公司承建。

圖片
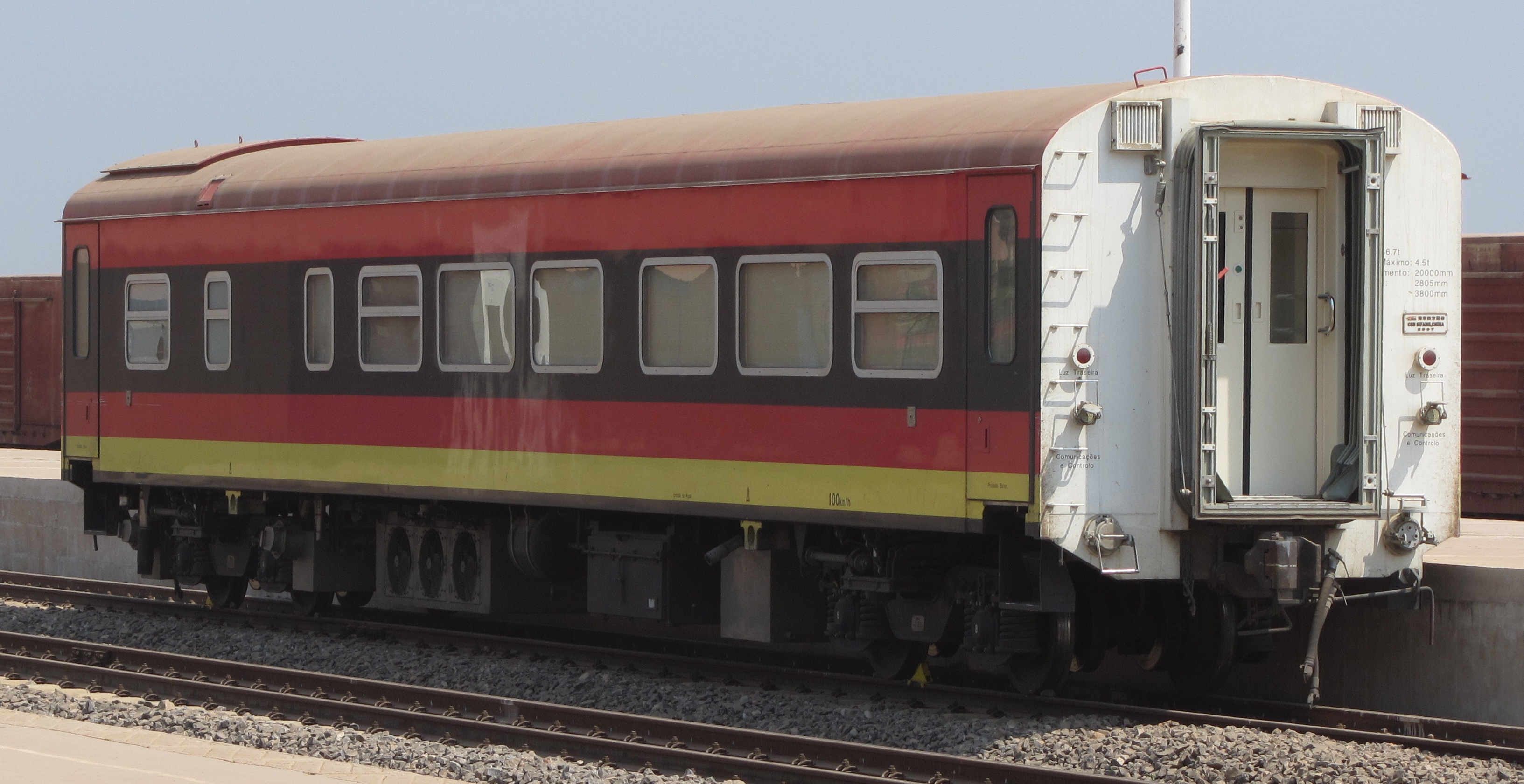
羅安達鐵路的客車車廂
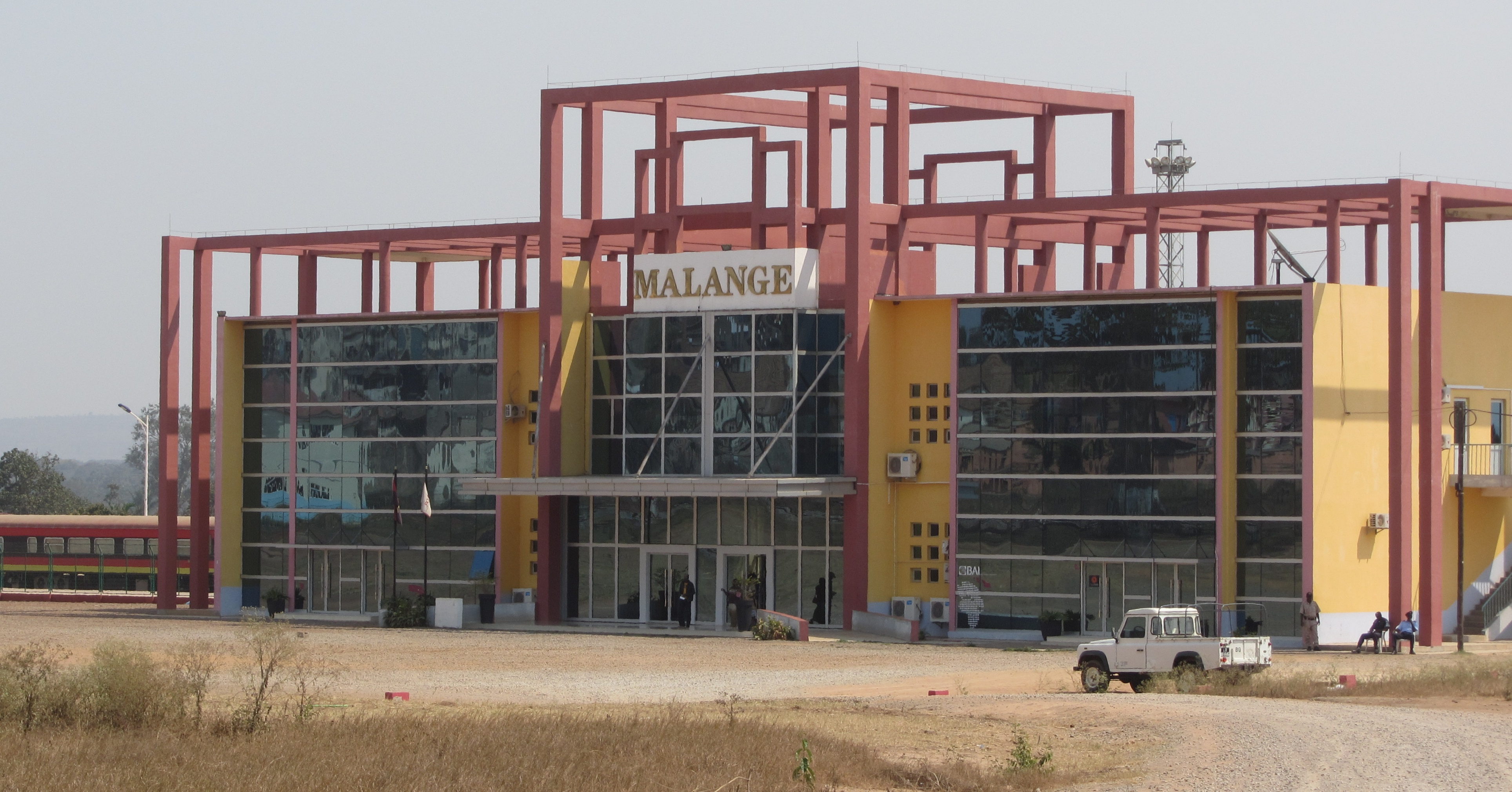
新馬蘭哲車站
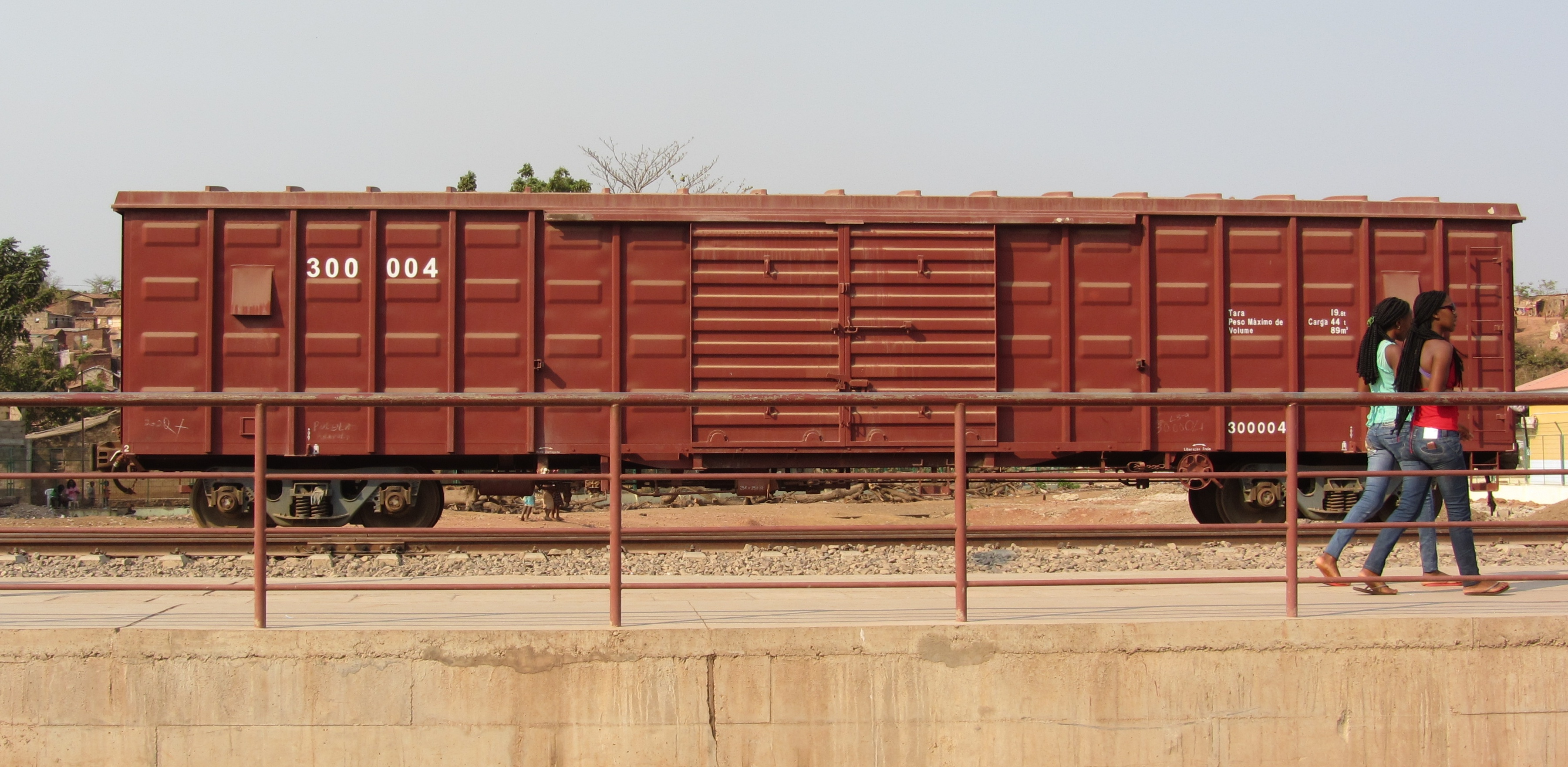
羅安達鐵路的貨車車廂